# Elecciones presidenciales de Polonia de 2020
Las elecciones presidenciales se celebraron en Polonia el 28 de junio de 2020, con una segunda vuelta programada para el 12 de julio de 2020. El presidente en funciones, Andrzej Duda, era elegible para la reelección.
Las elecciones debían celebrarse el 10 de mayo de 2020, pero se pospusieron debido a la pandemia de COVID-19. El 6 de mayo de 2020 se llegó a un acuerdo para establecer una nueva fecha para las elecciones. Al día siguiente, la Comisión Nacional Electoral (PKW) declaró que la elección no podría tener lugar el 10 de mayo de 2020. El 3 de junio de 2020, la Mariscal del Sejm, Elżbieta Witek, ordenó que la primera vuelta de las elecciones se celebrara el 28 de junio de 2020 y programó la segunda vuelta, si fuera necesaria, para el 12 de julio de 2020.
Duda se enfrentó en la segunda vuelta contra el candidato de Plataforma Cívica, el alcalde de Varsovia Rafał Trzaskowski, resultando victorioso por estrecho margen.

## Sistema electoral
El presidente de Polonia se elige directamente utilizando el sistema de dos rondas. Están limitados a dos términos de cinco años. El mandato de Andrzej Duda expirará el 6 de agosto de 2020, y el presidente electo asumirá el cargo ese día, antes de la Asamblea Nacional (una sesión conjunta del Sejm y el Senado).

## Candidatos

### Ley y Justicia
- Andrzej Duda, actual Presidente de la República de Polonia. Apoyado por la coalición Derecha Unida.

### Plataforma Cívica
- Rafał Trzaskowski, actual alcalde de Varsovia y exministro de Administración y Digitalización. Apoyado por la Coalición Cívica. Centro-Izquierda

### Partido Popular Polaco
- Władysław Kosiniak-Kamysz, líder del PSL y exministro de Trabajo y Política Social. Apoyado por la Coalición Polaca.

### Primavera
- Robert Biedroń, eurodiputado y exalcalde de Słupsk. Apoyado por la coalición La Izquierda.

### Movimiento Nacional
- Krzysztof Bosak, miembro del Sejm. Apoyado por la Confederación de Libertad e Independencia.

### Otros candidatos

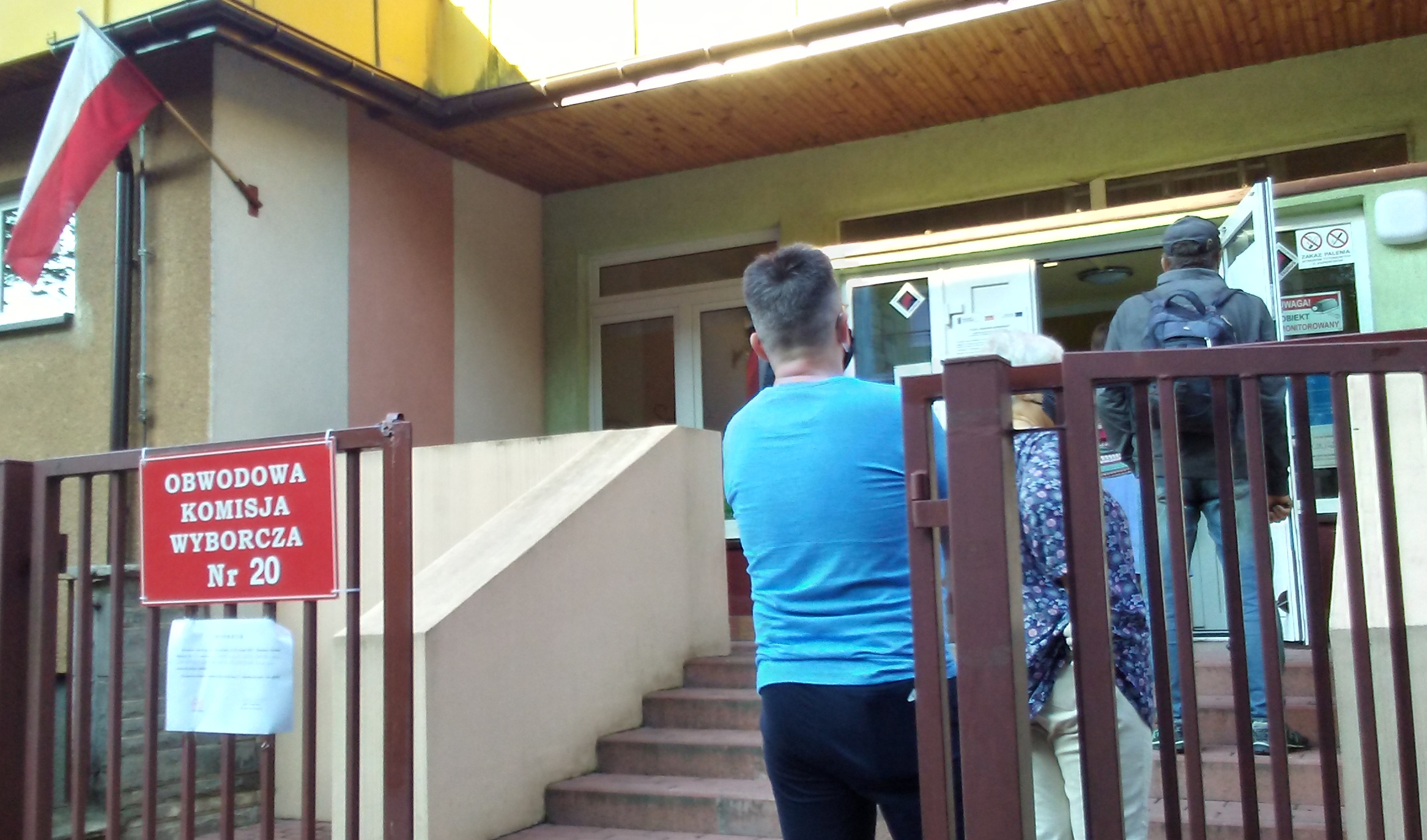
Haga cola fuera del colegio electoral unos minutos después de abrir, Tomaszów Mazowiecki

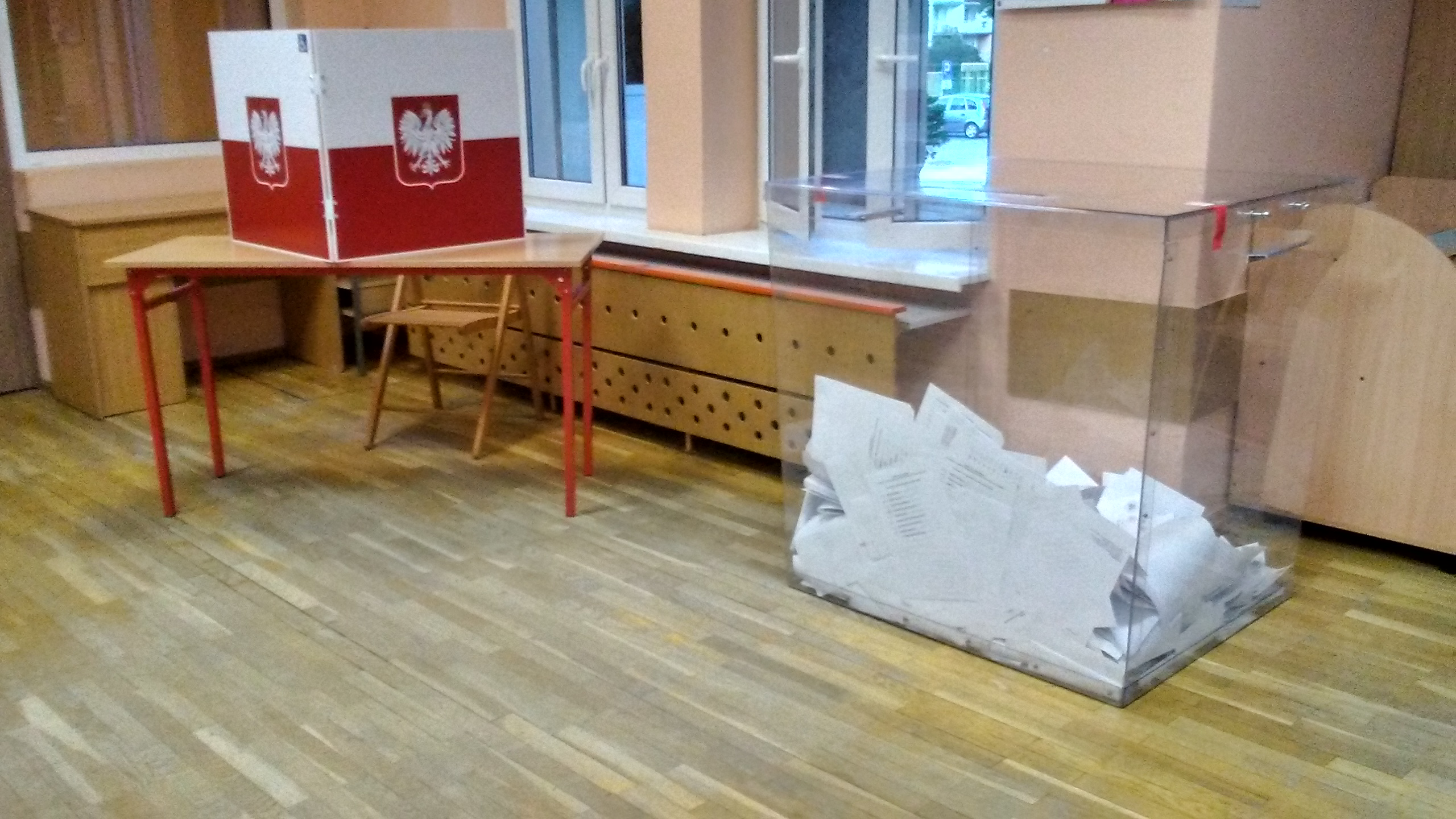
Urna de votación

- Szymon Hołownia, periodista (independiente)
- Marek Jakubiak, exdiputado (Federación por la República)
- Mirosław Piotrowski, ex eurodiputado (Movimiento Europa Real)
- Paweł Tanajno, emprendedor (independiente)
- Waldemar Witkowski (Unión del Trabajo)
- Stanisław Żółtek, ex eurodiputado (Congreso de la Nueva Derecha)

## Encuestas de opinión

### Primera ronda

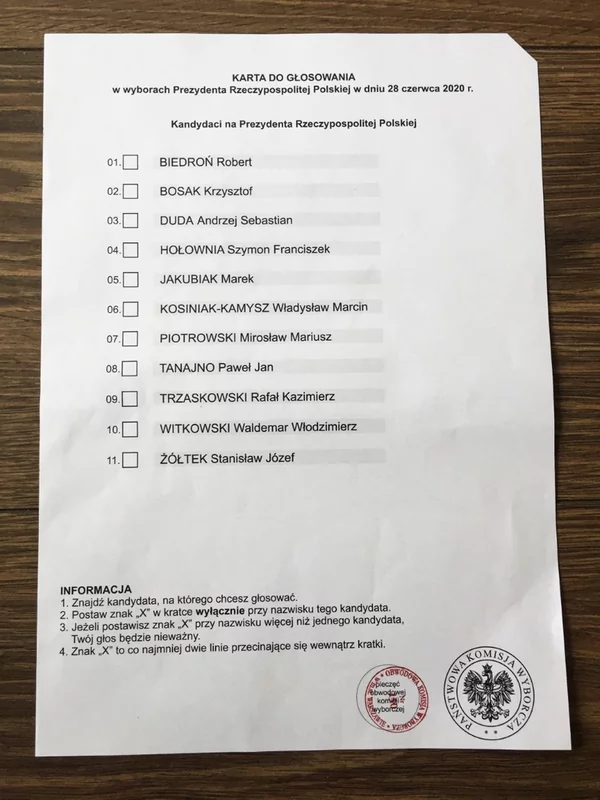
Tarjeta de votación

| Globe Elections UN | 19-26 de junio de 2020 | - | - | 41.48% | 24.06% | 10.75% | 6.69% | 4.81% | 2.44% | 3.08% |

| Pollster Archivado el 16 de febrero de 2018 en Wayback Machine. | 3-5 de enero de 2018               | -     | -                     | 39%    | -     | -     | 21%    | -     | -     | -     | 1%   | 9%    | -     | 2% | 3%   | 15%   | 3%    | 4%    | -     | 3%   |
| Ariadna                                                         | 29 septiembre-2 de octubre de 2017 | 14.3% | -                     | 42.7%  | -     | -     | 17.1%  | -     | -     | -     | 0.4% | 9.6%  | -     | -  | 0.9% | 12.7% | 1.0%  | -     | -     | 1.3% |
| Pollster Archivado el 18 de octubre de 2017 en Wayback Machine. | 16-17 de agosto de 2017            | -     | -                     | 39%    | -     | 6%    | 31%    | 1%    | -     | -     | 3%   | 7%    | 2%    | -  | 3%   | -     | 3%    | 5%    | -     | -    |
| Ariadna                                                         | 28-31 de julio de 2017             | 14%   | -                     | 37%    | -     | -     | 23%    | -     | -     | -     | 0%   | 7%    | -     | -  | 2%   | 14%   | 2%    | -     | -     | 1%   |
| IBRiS                                                           | 26-27 de julio de 2017             | 9.9%  | 1.2%[más bajo-alfa 1] | 36.2%  | -     | -     | 20.5%  | -     | -     | -     | -    | 7.7%  | 1.5%  | -  | 4.1% | 16.3% | -     | 2.6%  | -     | -    |
| Ariadna                                                         | 23-26 de junio de 2017             | 14%   | -                     | 35%    | -     | -     | 23%    | -     | -     | -     | 2%   | 11%   | -     | -  | 4%   | 9%    | 1%    | -     | -     | 1%   |
| Ariadna                                                         | 9-12 de junio de 2017              | 14%   | -                     | 32%    | -     | -     | 27%    | -     | -     | -     | 1%   | 9%    | -     | -  | 1%   | 12%   | 1%    | -     | -     | 3%   |
| Ariadna                                                         | 9-12 de junio de 2017              | 21%   | -                     | 34%    | -     | -     | -      | 8%    | -     | -     | 1%   | 8%    | -     | -  | 4%   | 17%   | 2%    | -     | -     | 5%   |
| Ariadna                                                         | 12-16 de mayo de 2017              | 15.4% | -                     | 31.9%  | -     | -     | 26.9%  | -     | -     | -     | -    | 8%    | -     | -  | -    | 17.8% | -     | -     | -     | -    |
| Kantar Público                                                  | 26-27 de abril de 2017             | 10%   | 1%                    | 38%    | -     | -     | 31%    | -     | -     | -     | -    | 12%   | -     | -  | -    | 8%    | -     | -     | -     | -    |
| Dobra Opinia                                                    | 30 Marcha-3 de abril de 2017       | -     | -                     | 37.4%  | -     | -     | 25.8%  | -     | -     | -     | -    | 9.5%  | 7.9%  | -  | 4.8% | 11.1% | -     | 3.5%  | -     | -    |
| Pollster Archivado el 24 de febrero de 2018 en Wayback Machine. | 7-8 Marcha 2017                    | -     | 8%                    | 45%    | -     | -     | 25%    | -     | -     | 4%    | -    | 5%    | 2%    | -  | -    | 8%    | -     | 3%    | -     | -    |
| Pollster                                                        | 2-3 de enero de 2017               | -     | 17.18%                | 41.23% | 0.59% | 1.60% | 11.55% | 0.24% | 0.17% | 3.96% | -    | 7.36% | 7.89% | -  | -    | 2.62% | 0.44% | 3.93% | 1.27% | -    |
| IPSOS                                                           | 19-21 de diciembre de 2016         | 16%   | 1%                    | 36%    | 1%    | -     | 18%    | 1%    | -     | -     | -    | 5%    | 8%    | -  | -    | 8%    | 1%    | -     | -     | -    |
| Pollster Archivado el 24 de febrero de 2018 en Wayback Machine. | 5-8 de febrero de 2016             | -     | 9%                    | 38%    | -     | -     | 16%    | 3%    | -     | -     | -    | 14%   | 17%   | -  | 3%   | -     | -     | -     | -     | -    |

### Segunda ronda

#### Duda v. Tusk

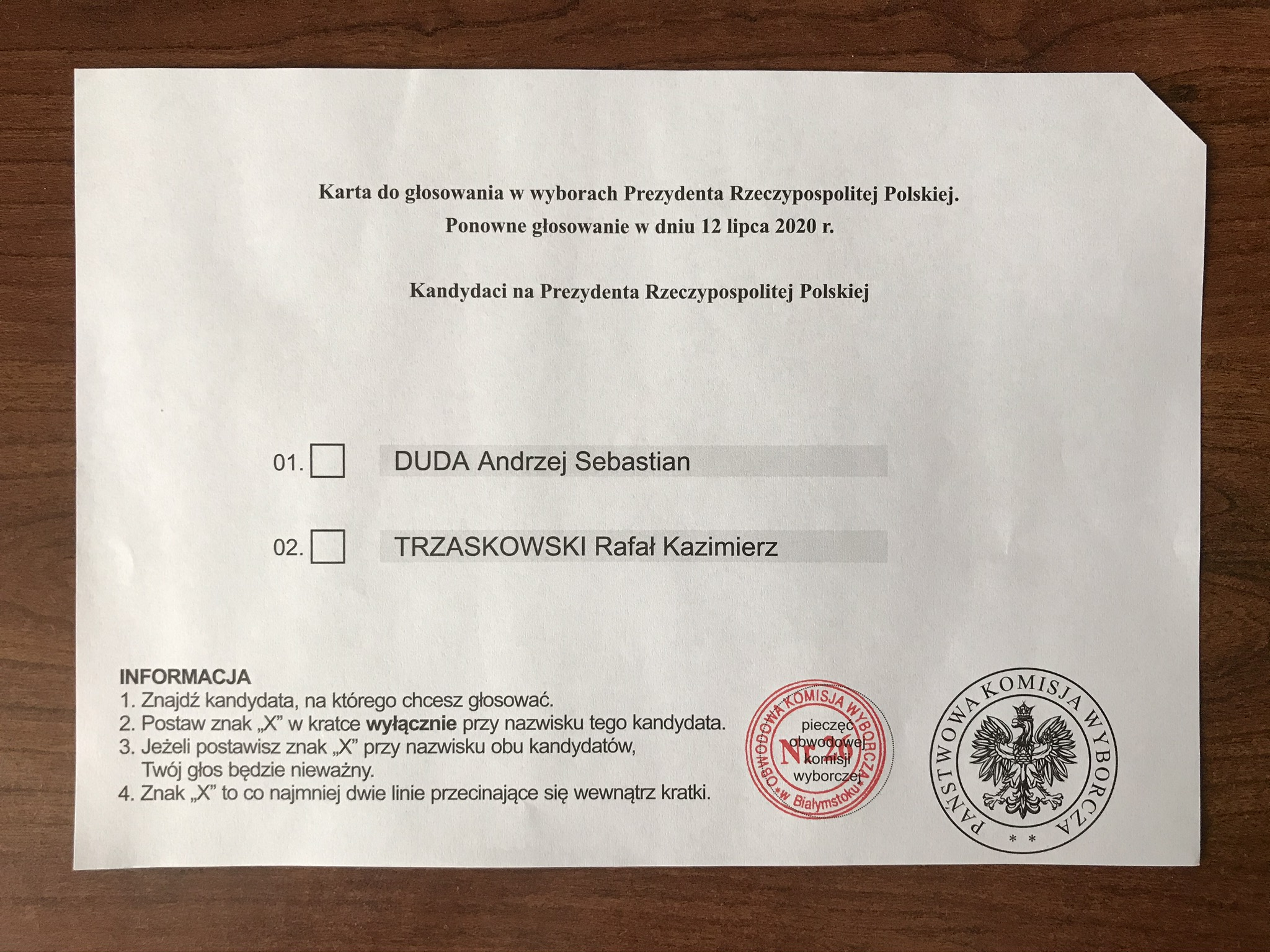
Tarjeta de votación en la repetición de la votación.

| Fuente de encuesta                                           | Fecha(s)administró                 | Indeciso/no votaría |       |                        |
| Fuente de encuesta                                           | Fecha(s)administró                 | Indeciso/no votaría | Duda  | Tusk                   |
| Kantar Público                                               | 20-21 de noviembre de 2017         | 48%                 | 27%   | 25%                    |
| IBRiS Archivado el 21 de febrero de 2018 en Wayback Machine. | 14-15 de octubre de 2017           | 49.4%               | 37.8% | 12.8%                  |
| Ariadna                                                      | 29 septiembre-2 de octubre de 2017 | 47.5%               | 36.0% | 16.5%                  |
| Pollster                                                     | 20-21 de septiembre de 2017        | 47%                 | 53%   | -                      |
| Ariadna                                                      | 28-31 de julio de 2017             | 45%                 | 41%   | 14%                    |
| Millward Brown                                               | 11-12 de julio de 2017             | 52%                 | 44%   | 4%                     |
| Pollster                                                     | 30 junio-4 de julio de 2017        | 52%                 | 48%   | -                      |
| Ariadna                                                      | 23-26 de junio de 2017             | 45%                 | 38%   | 17%                    |
| IPSOS                                                        | 19-21 de junio de 2017             | 49.9%               | 37.2% | 13%                    |
| Ariadna                                                      | 12-16 de mayo de 2017              | 33%                 | 33.8% | 33.2%                  |
| Ariadna                                                      | 12-16 de mayo de 2017              | 30.8%               | 27.4% | 41.8%[más bajo-alfa 2] |
| Millward Brown                                               | 24-25 de abril de 2017             | 45%                 | 50%   | 5%                     |
| Pollster                                                     | 20-21 de abril de 2017             | 39%                 | 49%   | 12%                    |
| IPSOS                                                        | 17-19 Marcha 2017                  | 43.7%               | 43.9% | 12.4%                  |
| Millward Brown                                               | 5 de octubre de 2016               | 49%                 | 45%   | 6%                     |
| Millward Brown                                               | 20-22 de mayo de 2016              | 47%                 | 41%   | 12%                    |

#### Duda v. Biedroń
| IBRiS Archivado el 16 de febrero de 2018 en Wayback Machine. | 14-15 de octubre de 2017 | 51.4% | 35.1% | 13.5%                  |
| Ariadna                                                      | 28-31 de julio de 2017   | 51%   | 32%   | 17%                    |
| Ariadna                                                      | 12-16 de mayo de 2017    | 47%   | 31%   | 22%                    |
| Ariadna                                                      | 12-16 de mayo de 2017    | 28.3% | 28.1% | 43.6%[más bajo-alfa 3] |
| IPSOS                                                        | 17-19 Marcha 2017        | 46.9% | 34.6% | 18.4%                  |
| Millward Brown                                               | 20-22 de mayo de 2016    | 49%   | 32%   | 19%                    |

#### Duda v. Kukiz
| Ariadna        | 12-16 de mayo de 2017 | 26.4% | 16.3% | 57.3%[más bajo-alfa 4] |
| IPSOS          | 17-19 Marcha 2017     | 44.9% | 26.7% | 28.4%                  |
| Millward Brown | 20-22 de mayo de 2016 | 44%   | 26%   | 30%                    |

#### Duda v. Petru
| Millward Brown | 20-22 de mayo de 2016 | 47% | 41% | 12% |

#### Duda v. Schetyna
| Millward Brown | 20-22 de mayo de 2016 | 48% | 33% | 19% |

#### Duda v. Nowacka
| Millward Brown | 20-22 de mayo de 2016 | 50% | 30% | 20% |

## Resultados

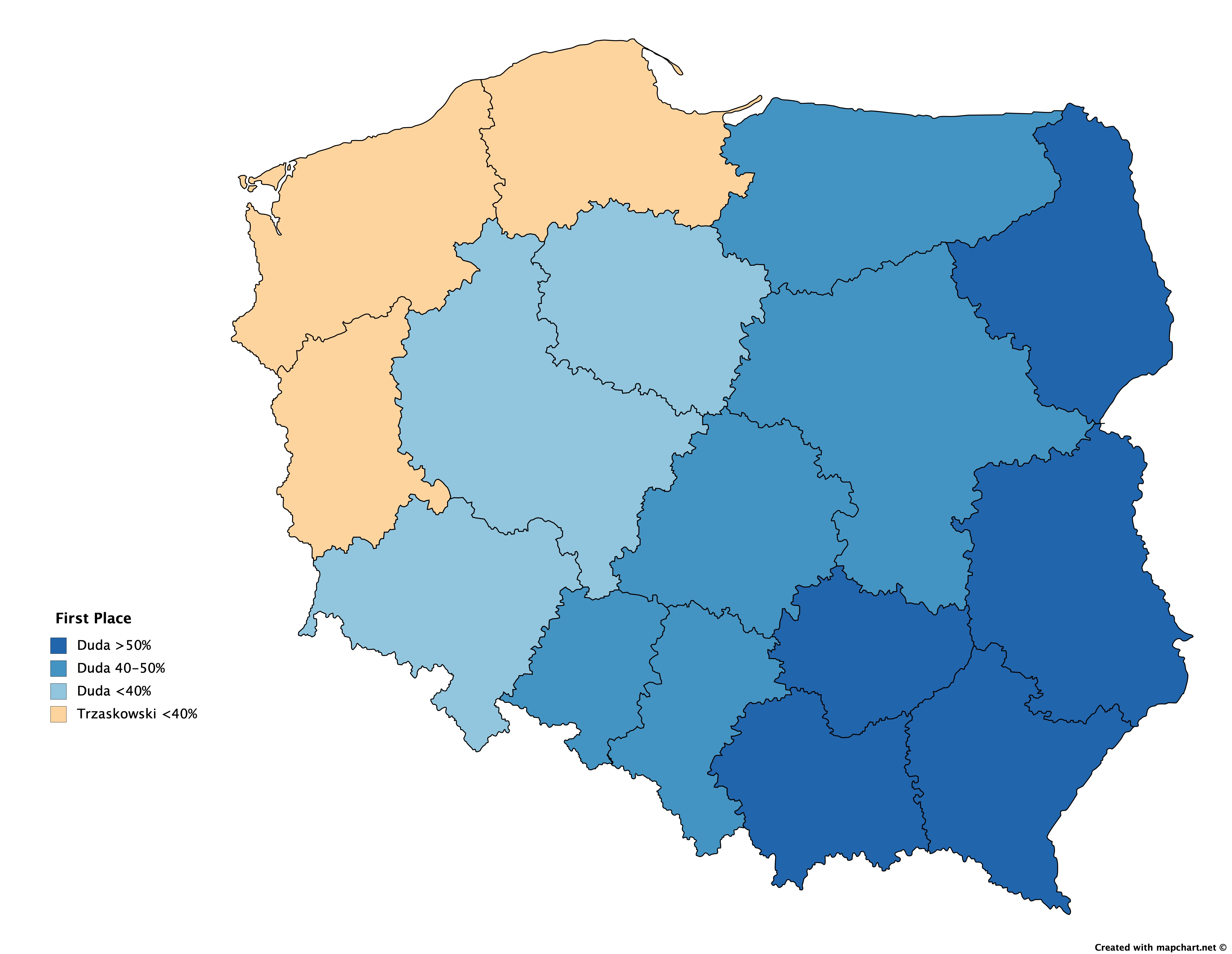
Mayoría por voivodato en la primera vuelta.

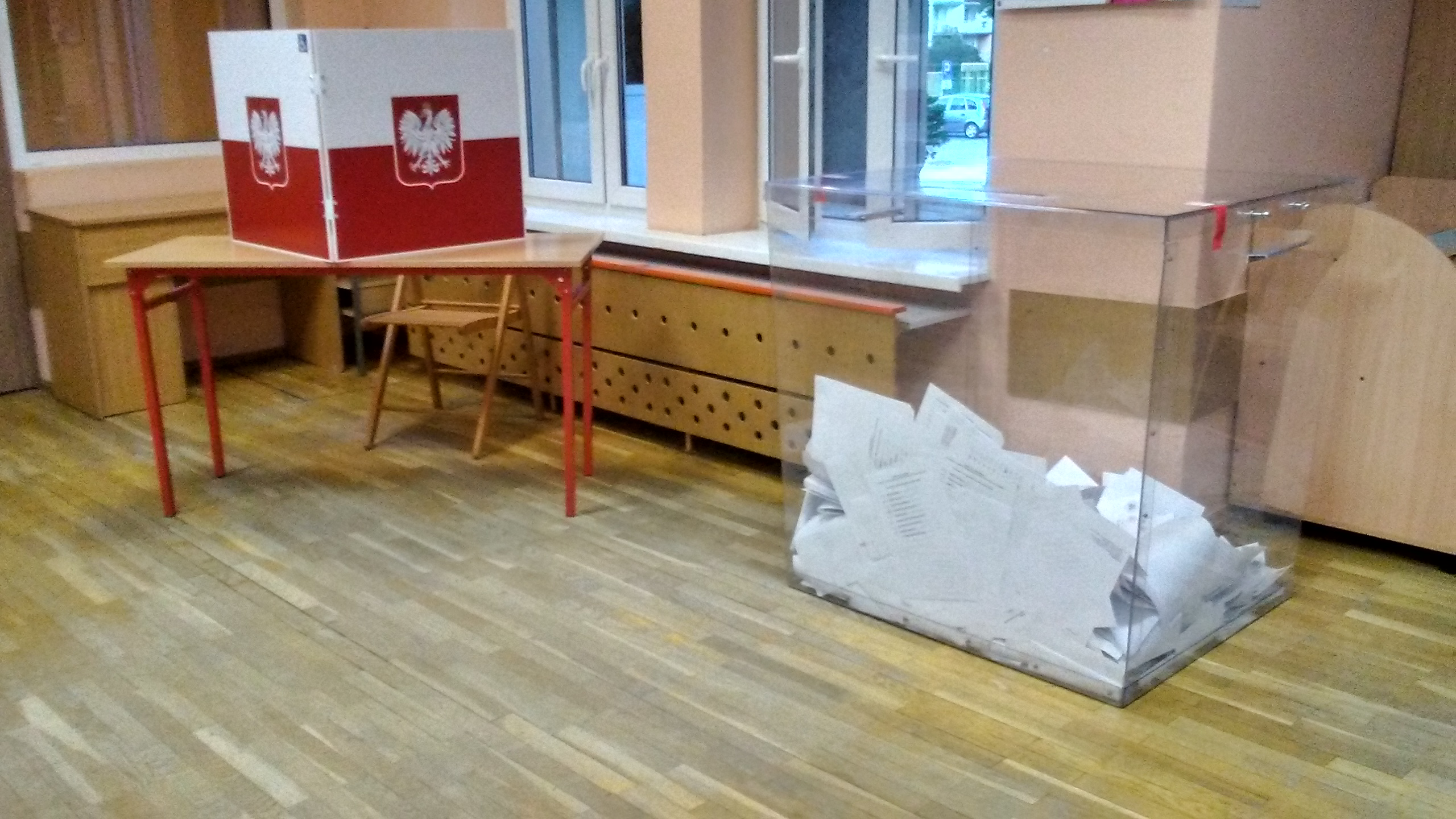
Urna utilizada en la elección.

| Candidato                                                                                                  | Candidato                          | Partido                            | Primara vuelta | Primara vuelta | Segunda vuelta | Segunda vuelta |
| Candidato                                                                                                  | Candidato                          | Partido                            | Votos          | %              | Votos          | %              |
| --- | ---------------------------------- | ---------------------------------- | -------------- | -------------- | -------------- | -------------- |
| | Andrzej Duda                       | Independiente (Ley y Justicia)     | 8,450,513      | 43.50          | 10,440,648     | 51.03          |
| | Rafał Trzaskowski                  | Plataforma Cívica                  | 5,917,340      | 30.46          | 10,018,263     | 48.97          |
| | Szymon Hołownia                    | Independiente                      | 2,693,397      | 13.87          |                |                |
| | Krzysztof Bosak                    | Movimiento Nacional                | 1,317,380      | 6.78           |                |                |
| | Władysław Kosiniak-Kamysz          | Partido Popular Polaco             | 459,365        | 2.36           |                |                |
| | Robert Biedroń                     | Primavera                          | 432,129        | 2.22           |                |                |
| | Stanisław Żółtek                   | Congreso de la Nueva Derecha       | 45,419         | 0.23           |                |                |
| | Marek Jakubiak                     | Federación por la República        | 33,652         | 0.17           |                |                |
| | Paweł Tanajno                      | Independiente                      | 27,909         | 0.14           |                |                |
| | Waldemar Witkowski                 | Unión del Trabajo                  | 27,290         | 0.14           |                |                |
| | Mirosław Piotrowski                | Movimiento Europa Real             | 21,065         | 0.11           |                |                |
| Votos nulos/en blanco                                                                                      | Votos nulos/en blanco              | Votos nulos/en blanco              | 58,301         | –              | 177,724        | –              |
| Total | Total                              | Total                              | 19,483,760     | 100            | 20,636,635     | 100            |
| Votantes registrados/participación                                                                         | Votantes registrados/participación | Votantes registrados/participación | 30,204,792     | 64.51          | 30,268,460     | 68.18          |
| Fuente: PKW (Resultados), PKW (Participación) (primera vuelta); Resultados, Participación (segunda vuelta) |                                    |                                    |                |                |                |                |

## Consecuencias
Después de que terminó la votación, Andrzej Duda invitó a Rafał Trzaskowski al Palacio Presidencial para "darse la mano" y "terminar la campaña". Trzaskowski aceptó, pero declaró que preferiría reunirse después de que se anunciaran los resultados oficiales de las elecciones. Al día siguiente, Trzaskowski felicitó a Duda por su victoria.
El presidente de los Estados Unidos, Donald Trump, la Presidenta de la Comisión Europea Ursula von der Leyen, el Secretario general de la OTAN Jens Stoltenberg, el líder de Liga Norte y exministro del Interior italiano Matteo Salvini, el Presidente de Lituania Gitanas Nausėda, el Primer ministro británico Boris Johnson, el Primer ministro de Hungría Viktor Orbán, el Presidente de la República Checa Miloš Zeman, la Presidenta de Eslovaquia Zuzana Caputova, y el presidente de Ucrania, Volodímir Zelenski felicitaron a Duda por su victoria.
Los observadores vieron los resultados de las elecciones como una ilustración de una sociedad polaca dividida. También predijeron que el PiS continuaría aplicando sus políticas en varias áreas y chocando con la Unión Europea. Duda tuvo el mejor desempeño entre los votantes mayores, rurales y orientales.